# Lighthorne Heath
Lighthorne Heath – wieś i civil parish w Anglii, w hrabstwie Warwickshire, w dystrykcie Stratford-on-Avon. Leży 12 km na południowy wschód od miasta Warwick i 121 km na północny zachód od Londynu. W 2011 roku civil parish liczyła 898 mieszkańców.